# Landesbergen
Landesbergen è un comune di 2 722 abitanti, della Bassa Sassonia, in Germania.
Appartiene al circondario (Landkreis) di Nienburg (Weser) (targa NI) ed è parte della comunità amministrativa (Samtgemeinde) di Mittelweser. Il comune è diviso in 4 distretti rurali.